# Siikalahti
Siikalahti este o arie protejată (arie specială de conservare — SAC, sit de importanță comunitară — SCI) din Finlanda întinsă pe o suprafață de 465 ha, integral pe uscat.

## Localizare
Centrul sitului Siikalahti este situat la coordonatele 61°33′49″N 29°33′52″E / 61.5636°N 29.5644°E.

## Înființare
Situl Siikalahti a fost declarat sit de importanță comunitară în mai 2002 pentru a proteja 2 specii de plante și 2 specii de animale. Situl a fost protejat și ca arie specială de conservare în aprilie 2015.

## Biodiversitate
Situată în ecoregiunea boreală, aria protejată conține 3 habitate naturale: Liziere de ierburi înalte hidrofile de câmpie și de nivel montan până la alpin, Păduri fino-scandinave bogate în ierburi cu Picea abies, Păduri caducifoliate de mlaștină fino-scandinave.
La baza desemnării sitului se află mai multe specii protejate:
- plante (2): Najas flexilis, Najas tenuissima
- nevertebrate (2): Graphoderus bilineatus, libelule (Leucorrhinia pectoralis)

Pe lângă speciile protejate, pe teritoriul sitului au mai fost identificate 1 specie de plante, 2 specii de mamifere, 12 specii de nevertebrate.